# Villy-le-Pelloux
Villy-le-Pelloux is een gemeente in het Franse departement Haute-Savoie (regio Auvergne-Rhône-Alpes) en telt 474 inwoners (2004). De plaats maakt deel uit van het arrondissement Annecy.

## Geografie
De oppervlakte van Villy-le-Pelloux bedraagt 3,0 km², de bevolkingsdichtheid is 158,0 inwoners per km².
De onderstaande kaart toont de ligging van Villy-le-Pelloux met de belangrijkste infrastructuur en aangrenzende gemeenten.

## Demografie
Onderstaande figuur toont het verloop van het inwonertal (bron: INSEE-tellingen).